# NGC 6312
NGC 6312 ist eine 14,4 mag helle kompakte Galaxie vom Hubble-Typ C im Sternbild Herkules am Nordsternhimmel. Sie ist schätzungsweise 477 Millionen Lichtjahre von der Milchstraße entfernt und hat einen Durchmesser von etwa 95.000 Lichtjahren.
Im selben Himmelsareal befinden sich u. a. die Galaxien NGC 6301 und NGC 6311.
Das Objekt wurde am 25. Juli 1879 vom französischen Astronomen Édouard Stephan entdeckt.